# كمال عمران
كمال عمران ولد في 18 يناير 1951 في تونس العاصمة وتوفي في 14 مايو 2018، هو جامعي وسياسي تونسي شغل مجموعة من المناصب القيادية في دولة تونس.

## السيرة الذاتية

### الدراسات
زاول كمال عمران تعليمه في المعهد الثانوي في باردو. تحصل في 1973 على ماجستير في اللغة والأدب العربي من دار المعلمين العليا. في 1981، تحصل على المرتبة الأولى في شهادة التبريز في اللغة العربية، ثم في 1994 تحصل على دكتوراه دولة في الحضارة العربية الإسلامية بفضل رسالته التي كان عنوانها الإنسان ومصيره في الفكر العربي الإسلامي الحديث.

### المسار المهني
في 1999، أصبح كمال عمران أستاذ جامعي، ونشر عدة مؤلفات حول الفكر العربي الإسلامي وشارك في العديد من المؤتمرات والمحاضرات في تونس وخارجها.

عمل كذلك كمستشار لوزير التعليم العالي، ومستشار مكلف بمهمة لدى وزير التربية. عمل كذلك كمدير للمعهد العالي للتوثيق بتونس، مدير عام المحطات الإذاعية ومدير إذاعة الزيتونة.

شغل عضوية عدة مجالس منها: المجلس الإسلامي الأعلى التونسي (بين 26 أبريل 2010 و19 مايو 2011)، المجلس الأعلى للثقافة التونسي، مجلس أمناء مؤسسة جائزة عبد العزيز سعود البابطين للإبداع الشعري، المجلس الاقتصادي والاجتماعي التونسي، المجلس التنفيذي لليونسكو.

أيام بعد بداية الثورة التونسية، عين في 29 ديسمبر 2010 في منصب وزير الشؤون الدينية في حكومة محمد الغنوشي الأولى. بعد نجاح الثورة، غادر منصبه في 17 يناير 2011.

## الحياة الخاصة
كمال عمران متزوج وأب لثلاثة أبناء.

## مؤلفاته
- الترجمة ونظرياتها، بيت الحكمة، قرطاج، 1989
- في قراءة النص الديني، الدار التونسية للنشر، تونس العاصمة، 1990
- الإبرام والنقض: قراءة في الثقافة الإسلامية، الدار التونسية للنشر، تونس العاصمة، 1992
- التجديد والتجريب في الثقافة الإسلامية، الدار التونسية للنشر، تونس العاصمة، 1993
- الإنسان ومصيره في الفكر العربي الإسلامي الحديث، منشورات كلية الآداب بمنوبة، منوبة، 2001
- تونس وأولياؤها الصالحون في مدونة المناقب الصوفية، منشورات كلية الآداب بمنوبة، منوبة، 2008
- شغاف النص: في مقاربة النص ذي الطابع الحضاري، منشورات كلية الآداب بمنوبة، منوبة، 2008
- مداخل إلى الثقافة، تونس العاصمة، 2008

## الأوسمة
- الصنف الثاني من الوسام الوطني للاستحقاق بعنوان قطاع الثقافة (تونس).[4]
- الصنف الرابع من وسام الاستحقاق التربوي (تونس).[1]